# HC Slavia Praha 2025/2026
HC Slavia Praha 2025/2026 popisuje působení hokejového klubu HC Slavia Praha ve druhé nejvyšší české soutěži v sezóně 2025/2026. Hlavním trenérem klubu byl David Bruk.

## Příprava
| 7. srpna 2025 17.30                                           | HC Slavia Praha                                               | 3 : 4 (0:1, 0:2, 3:0 – 0:1) | SC Marimex Kolín                                                                    | Zimní stadion Eden |  |
| Adam Ebenstreit                                               | Adam Ebenstreit                                               | Brankáři                    | Dominik Tměj                                                                        |                    |  |
| Maks Perčič 40:38' Jiří Průžek 56:20' Artur Matějovský 58:09' | Maks Perčič 40:38' Jiří Průžek 56:20' Artur Matějovský 58:09' | 0:1 0:2 0:3 1:3 2:3 3:3 3:4 | 05:54' Marek Vlasák 21:28' Jakub Černohorský 32:02' Zdeněk Král 60:45' David Sýkora |                    |  |
| 6 min                                                         | 6 min                                                         | Tresty                      | 8 min                                                                               |                    |  |

| 14. srpna 2025 18.00                                                                    | HC Baník Sokolov                                                                        | 4 : 5 (2:2, 1:2, 1:1)               | HC Slavia Praha                                                                                             | Zimní stadion Sokolov                   |  |
| Vladislav Habal                                                                         | Vladislav Habal                                                                         | Brankáři                            | Adam Ebenstreit                                                                                             | Rozhodčí: Helcz Hulc Čároví: Baxa Belko |  |
| Jakub Vogel 02:11' Vojtěch Tomeček 09:33' Vojtěch Tomeček 34:29' Partyk Krežolek 43:53' | Jakub Vogel 02:11' Vojtěch Tomeček 09:33' Vojtěch Tomeček 34:29' Partyk Krežolek 43:53' | 1:0 2:0 2:1 2:2 2:3 3:3 3:4 4:4 4:5 | 13:07' Jiří Stejskal 19:50' Štěpán Havránek 33:56' Štěpán Havránek 36:42' Vojtěch Polák 55:11' Tomáš Trunda | Rozhodčí: Helcz Hulc Čároví: Baxa Belko |  |
| 12 min                                                                                  | 12 min                                                                                  | Tresty                              | 8 min | Rozhodčí: Helcz Hulc Čároví: Baxa Belko |  |

| 19. srpna 2025 17.30                                        | SC Marimex Kolín                                            | 3 : 1 (0:0, 1:1, 2:0) | HC Slavia Praha        | Zimní stadion města Kolín |  |
| Jakub Soukup                                                | Jakub Soukup                                                | Brankáři              | Jaroslav Pavelka       |                           |  |
| Martin Novák 26:57' Adam Dlouhý 49:56' Tomáš Moravec 57:23' | Martin Novák 26:57' Adam Dlouhý 49:56' Tomáš Moravec 57:23' | 0:1 1:1 2:1 3:1       | 21:16' Vojtěch Švancar |                           |  |
| 10 min                                                      | 10 min                                                      | Tresty                | 6 min                  |                           |  |

| 21. srpna 2025 17.30 | HC Slavia Praha | 17.30 | HC Baník Sokolov | Zimní stadion Eden |  |

| 28. srpna 2025 17.30 | HC Slavia Praha | 17.30 | HC Stadion Litoměřice | Zimní stadion Eden |  |

| 2. září 2025 17.30 | HC Slavia Praha | 17.30 | HC Tábor | Zimní stadion Eden |  |

| 4. září 2025 18.00 | HC Stadion Litoměřice | 18.00 | HC Slavia Praha | Kalich aréna |  |

## Maxa liga
| 10. září 2025 17.30 | RI Okna Berani Zlín | 17.30 | HC Slavia Praha | Zimní stadion Luďka Čajky |  |

| 13. září 2025 15.00 | HC Slavia Praha | 15.00 | SK Horácká Slavia Třebíč | Zimní stadion Eden |  |

| 17. září 2025 18.00 | HC Stadion Litoměřice | 18.00 | HC Slavia Praha | Kalich aréna |  |

| 20. září 2025 17.00 | HC Frýdek-Místek | 17.00 | HC Slavia Praha | Hala Polárka |  |

| 24. září 2025 18.00 | HC Slavia Praha | 18.00 | HC Dukla Jihlava | Zimní stadion Eden |  |

| 27. září 2025 17.00 | HC Baník Sokolov | 17.00 | HC Slavia Praha | Zimní stadion Sokolov |  |

| 28. září 2025 15.00 | HC Slavia Praha | 15.00 | HC Dynamo Pardubice B | Zimní stadion Eden |  |

| 1. října 2025 18.00 | SC Marimex Kolín | 18.00 | HC Slavia Praha | Zimní stadion města Kolín |  |

| 4. října 2025 15.00 | HC Slavia Praha | 15.00 | VHK ROBE Vsetín | Zimní stadion Eden |  |

| 8. října 2025 18.00 | HC RT TORAX Poruba 2011 | 18.00 | HC Slavia Praha | Zimní stadion Ostrava-Poruba |  |

| 11. října 2025 15.00 | HC Slavia Praha | 15.00 | HC Zubr Přerov | Zimní stadion Eden |  |

| 15. října 2025 17.30 | Piráti Chomutov | 17.30 | HC Slavia Praha | ČEZ Stadion Chomutov |  |

| 18. října 2025 15.00 | HC Slavia Praha | 15.00 | HC Tábor | Zimní stadion Eden |  |

| 22. října 2025 18.00 | HC Slavia Praha | 18.00 | RI Okna Berani Zlín | Zimní stadion Eden |  |

| 25. října 2025 17.00 | SK Horácká Slavia Třebíč | 17.00 | HC Slavia Praha | KHNP Arena |  |

| 28. října 2025 15.00 | HC Slavia Praha | 15.00 | HC Stadion Litoměřice | Zimní stadion Eden |  |

| 29. října 2025 18.00 | HC Slavia Praha | 18.00 | HC Frýdek-Místek | Zimní stadion Eden |  |

| 1. listopadu 2025 16.30 | HC Dukla Jihlava | 16.30 | HC Slavia Praha | Emro aréna |  |

| 5. listopadu 2025 18.00 | HC Slavia Praha | 18.00 | HC Baník Sokolov | Zimní stadion Eden |  |

| 8. listopadu 2025 17.00 | HC Dynamo Pardubice B | 17.00 | HC Slavia Praha | Zimní stadion Chrudim |  |

| 12. listopadu 2025 18.00 | HC Slavia Praha | 18.00 | SC Marimex Kolín | Zimní stadion Eden |  |

| 15. listopadu 2025 17.00 | VHK ROBE Vsetín | 17.00 | HC Slavia Praha | Na Lapači |  |

| 17. listopadu 2025 15.00 | HC Slavia Praha | 15.00 | HC RT TORAX Poruba 2011 | Zimní stadion Eden |  |

| 19. listopadu 2025 17.30 | HC Zubr Přerov | 17.30 | HC Slavia Praha | Meo Aréna |  |

| 22. listopadu 2025 15.00 | HC Slavia Praha | 15.00 | Piráti Chomutov | Zimní stadion Eden |  |

| 26. listopadu 2025 18.00 | HC Tábor | 18.00 | HC Slavia Praha | Zimní stadion Tábor |  |

| 29. listopadu 2025 16.00 | RI Okna Berani Zlín | 16.00 | HC Slavia Praha | Zimní stadion Luďka Čajky |  |

| 3. prosince 2025 18.00 | HC Slavia Praha | 18.00 | SK Horácká Slavia Třebíč | Zimní stadion Eden |  |

| 6. prosince 2025 17.00 | HC Stadion Litoměřice | 17.00 | HC Slavia Praha | Kalich aréna |  |

| 10. prosince 2025 17.00 | HC Frýdek-Místek | 17.00 | HC Slavia Praha | Hala Polárka |  |

| 13. prosince 2025 15.00 | HC Slavia Praha | 15.00 | HC Dukla Jihlava | Zimní stadion Eden |  |

| 17. prosince 2025 18.00 | HC Baník Sokolov | 18.00 | HC Slavia Praha | Zimní stadion Sokolov |  |

| 20. prosince 2025 15.00 | HC Slavia Praha | 15.00 | HC Dynamo Pardubice B | Zimní stadion Eden |  |

| 21. prosince 2025 16.00 | SC Marimex Kolín | 16.00 | HC Slavia Praha | Zimní stadion města Kolín |  |

| 27. prosince 2025 15.00 | HC Slavia Praha | 15.00 | VHK ROBE Vsetín | Zimní stadion Eden |  |

| 29. prosince 2025 18.00 | HC RT TORAX Poruba 2011 | 18.00 | HC Slavia Praha | Zimní stadion Ostrava-Poruba |  |

| 4. ledna 2026 15.00 | HC Slavia Praha | 15.00 | HC Zubr Přerov | Zimní stadion Eden |  |

| 7. ledna 2026 17.30 | Piráti Chomutov | 17.30 | HC Slavia Praha | ČEZ Stadion Chomutov |  |

| 10. ledna 2026 15.00 | HC Slavia Praha | 15.00 | HC Tábor | Zimní stadion Eden |  |

| 14. ledna 2026 18.00 | HC Slavia Praha | 18.00 | RI Okna Berani Zlín | Zimní stadion Eden |  |

| 17. ledna 2026 17.00 | SK Horácká Slavia Třebíč | 17.00 | HC Slavia Praha | KHNP Arena |  |

| 21. ledna 2026 18.00 | HC Slavia Praha | 18.00 | HC Stadion Litoměřice | Zimní stadion Eden |  |

| 24. ledna 2026 15.00 | HC Slavia Praha | 15.00 | HC Frýdek-Místek | Zimní stadion Eden |  |

| 28. ledna 2026 17.30 | HC Dukla Jihlava | 17.30 | HC Slavia Praha | Horácký zimní stadion Jihlava |  |

| 31. ledna 2026 15.00 | HC Slavia Praha | 15.00 | HC Baník Sokolov | Zimní stadion Eden |  |

| 8. února 2026 17.00 | HC Dynamo Pardubice B | 17.00 | HC Slavia Praha | Zimní stadion Chrudim |  |

| 11. února 2026 18.00 | HC Slavia Praha | 18.00 | SC Marimex Kolín | Zimní stadion Eden |  |

| 14. února 2026 17.00 | VHK ROBE Vsetín | 17.00 | HC Slavia Praha | Na Lapači |  |

| 18. února 2026 18.00 | HC Slavia Praha | 18.00 | HC RT TORAX Poruba 2011 | Zimní stadion Eden |  |

| 21. února 2026 17.00 | HC Zubr Přerov | 17.00 | HC Slavia Praha | Meo Aréna |  |

| 25. února 2026 18.00 | HC Slavia Praha | 18.00 | Piráti Chomutov | Zimní stadion Eden |  |

| 28. února 2026 18.00 | HC Tábor | 18.00 | HC Slavia Praha | Zimní stadion Tábor |  |